# Николаевка (Первомайский район, Харьковская область)
Николаевка (укр. Миколаївка) — село, Картамышский сельский совет, Первомайский район, Харьковская область.
Код КОАТУУ — 6324584207. Население по переписи 2001 года составляет 74 (29/45 м/ж) человека.

## Географическое положение
Село Николаевка находится на левом берегу реки Берека, выше по течению на расстоянии в 4 км расположено село Михайловка, ниже по течению на расстоянии в 4 км расположено село Степовое, на противоположном берегу — село Ракитное.

## История
- 1931 — дата основания.

## Известные люди
- Волковский, Владимир Филиппович — Герой Советского Союза